# Urgedra viridiflava
Urgedra viridiflava är en fjärilsart som beskrevs av Paul Dognin. Urgedra viridiflava ingår i släktet Urgedra och familjen tandspinnare. Inga underarter finns listade i Catalogue of Life.